# Enrique Zappino Moreno
Enrique Zappino Moreno   (23 d'octubre de 1840 - Madrid, 25 d'agost de 1914) fou un militar espanyol, Capità general de les Illes Balears a començament del segle xx.
Ingressà a l'Exèrcit espanyol l'1 de setembre de 1857, el juliol de 1862 ingressà a l'Estat Major i en 1868 fou ascendit a capità i destinat a Cuba. Ascendit a tinent coronel, en 1880 fou destinat a les illes Filipines, on fou governador militar de La Unión i va sotmetre una revolta dels igorots. En 1883 ascendí a coronel i fou nomenat governador de Cebú, però hagué de tornar a la Península per motius de salut. Ascendit a general, tornà a les Filipines com a inspector d'infanteria i cavalleria de carrabiners i de la Guàrdia Civil. En 1897 fou comandant general de la província de Manila i de Morong, on va romandre fins a la derrota espanyola a la guerra hispano-estatunidenca. En 1898 fou fiscal militar del Consell Suprem de Guerra i Marina. En 1901 fou ascendit a tinent general i en 1902 fou nomenat Capità general de les Illes Balears, càrrec que va deixar en 1903 quan fou nomenat capità general de la VI Regió Militar. Va morir a Madrid i fou enterrat al cementiri de La Almudena.
Estava casat amb Julia Zappino Riquelme, i el seu fill Carlos Zappino Zappino (1893-1922) seguí la carrera militar com ell, arribant al grau de capità, i va morir al desastre d'Annual.